# Cai you ri ji
Pour plus de détails, voir Fiche technique et Distribution.
Cai you ri ji (採油日記, Cǎi yóu rì jì) est un film documentaire chinois réalisé par Wang Bing, sorti en 2008. Il est présenté au Festival international du film de Rotterdam en 2008.

## Synopsis
Filmé dans la partie de Mongolie-Intérieure du Désert de Gobi, Wang Bing suit un groupe de travailleurs sur un champ pétrolifère.

## Fiche technique
- Titre original : 採油日記, Cǎi yóu rì jì
- Réalisation : Wang Bing
- Caméra : Huang Wenhai
- Pays d'origine : Chine
- Format : Couleurs - 35 mm
- Genre : documentaire
- Durée : 840 minutes
- Date de sortie :
  - 2008 : Festival international du film de Rotterdam